# Muhammara

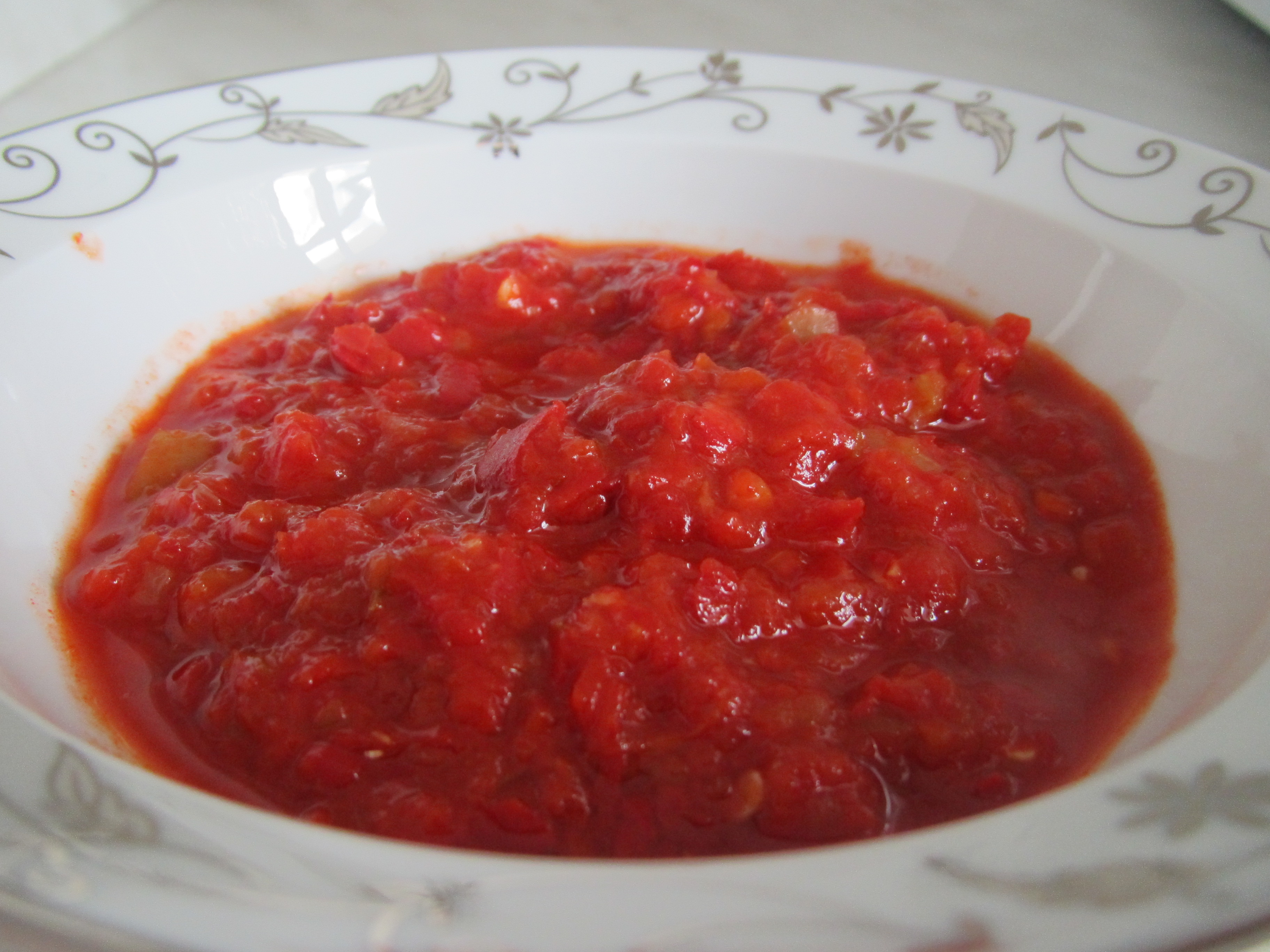
Adjika

Muhammara o mhammara (àrab: محمرة, Muḥammara) és una salsa picant emprada per a untar, aquesta salsa procedeix originalment d'Alep, Síria, i actualment es pot trobar en alguns llocs com Turquia i el Llevant.

## Característiques

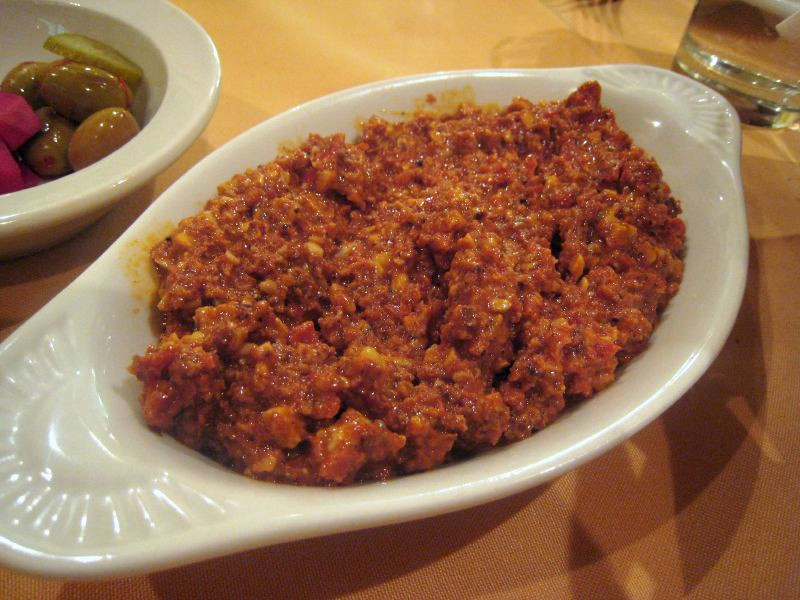
Muhammara.

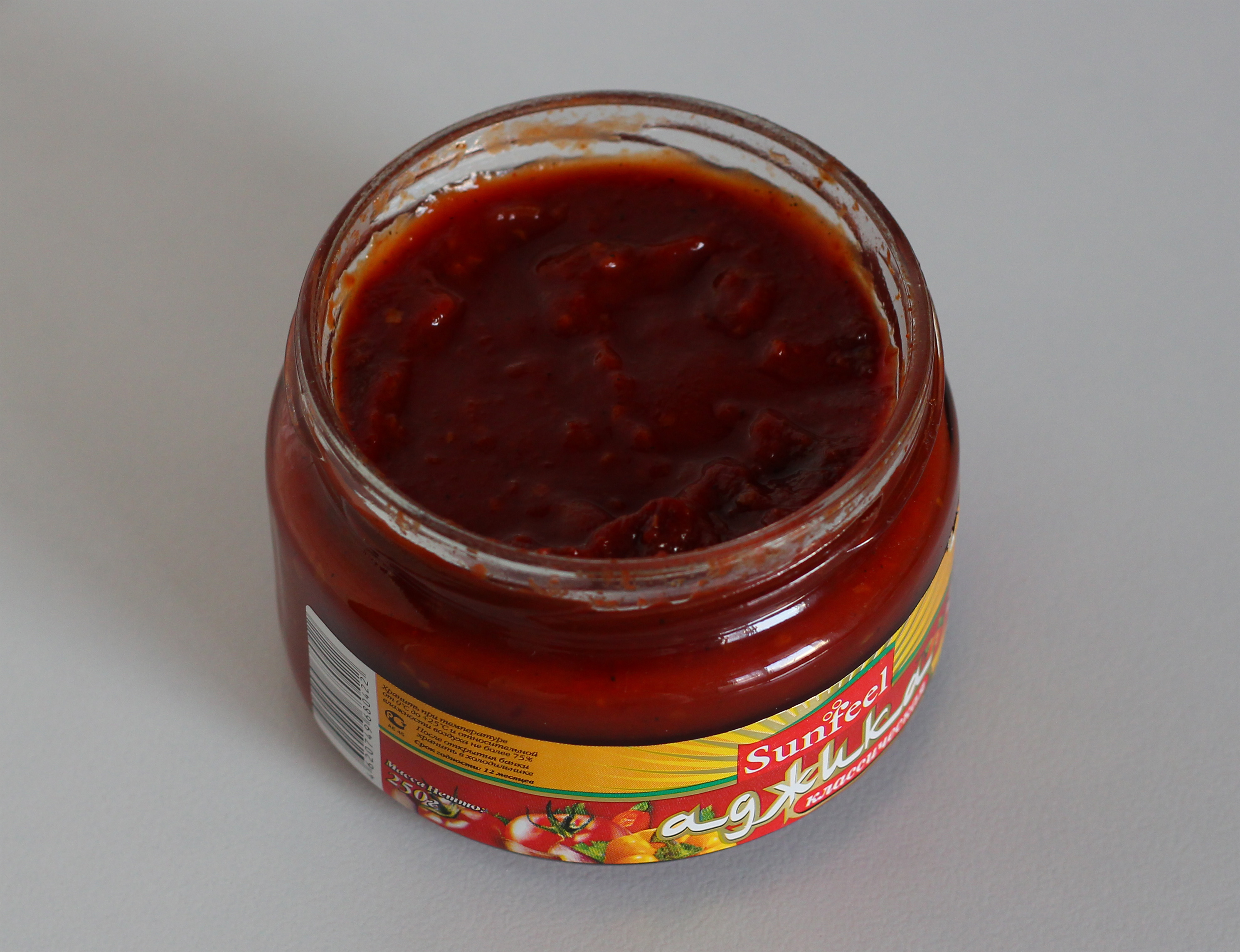
Adjika

Els ingredients principals que es fan servir en l'elaboració d'aquesta salsa són per regla general frescs, encara que existeixen ingredents com Bitxo i nous moltes, molles de pa i oli d'oliva. Les receptes poden incloure all, sal, suc de llimona, i xarop de magrana i en algunes ocasions amb l'objecte d'aromatitzar comí o fulles de menta.

### Adjika
Adjika (en rus: аджика i, per tant, renderitzat en romanç com adzhika que significa sal abjasi) es tracta d'una pasta picant i amb un peculiar sabor que sol emprar com a condiment en alguns plats de la cuina de Geòrgia i de Abjasia. El condiment en forma de pasta es realitza amb pebrots vermells i all. A aquesta preparació s'hi afegeixen herbes diverses com pot ser anet, coriandre, fenigrec blau (herba que tan sols pot trobar-se als Alps o en algunes zones del Caucas), nous. Els tomàquets no són un ingredient clàssic en l'elaboració d'aquesta pasta. El seu sabor salat és el que dona origen a la denominació de 'sal'.